# Poliomintha maderensis
Poliomintha maderensis là một loài thực vật có hoa trong họ Hoa môi. Loài này được Henr. miêu tả khoa học đầu tiên năm 1982.